# Trifão (cartulário)
Trifão (em grego: Τρύφων; romaniz.: Tryphon) foi um oficial bizantino do século VI conhecido somente por seu selo. Considerando a presença do monograma cruciforme, imagina-se que tivesse exercido o ofício de cartulário do Oriente.